# Менует
Менует је музички облик који има форму сложене троделне песме A-B-A у такту 3/4. Изводи се у умереном темпу, а по пореклу је стара француска игра из 17. века која је обично била део барокне свите. Име менуета вероватно води порекло од француског израза „pas menus“, који означава плес лаганим и одмереним корацима. Данас се менует може наћи на месту предзадњег става сонатног циклуса и имати карактер и ритмичке неправилности који га доста удаљавају од првобитне намене.